# Rejtan (pictură)
Rejtan sau Prăbușirea Poloniei (în poloneză Rejtan. Upadek Polski) este o pictură în ulei a artistului polonez Jan Matejko, terminată în 1866, înfățișând protestul lui Tadeusz Rejtan (dreapta jos) împotriva Primei împărțiri a Poloniei în timpul ședinței Seimului Împărțirii din 1773. Atât o ilustrare a unui moment istoric, cât și o alegorie a unei perioade tragice a istoriei poporului polonez, această pictură este una dintre cele mai cunoscute opere ale lui Matejko și o imagine reprezentativă a unui protest emoțional.

## Context istoric
Tadeusz Rejtan a fost deputat în Seimul (parlamentul) Uniunii statele polono-lituaniene în 1773, cunoscut ulterior sub numele infam de Seimul Împărțirii. Seimul s-a reunit pentru a discuta cererile celor trei vecini ai Uniunii statale (Imperiul Rus, Prusia și Austria) efectuate în scopul legalizării revendicărilor teritoriale, cunoscute sub numele de Prima împărțire a Poloniei. Ședința Seimului s-a desfășurat sub presiune ca urmare a amenințării produse de prezența armatelor străine pe teritoriul Uniunii statale și a faptului că un număr semnificativ de deputați polonezi fuseseră mituiți de diplomații străini. Cele trei puteri și-au justificat oficial revendicările teritoriale drept compensații pentru acțiunile ostile ale unui vecin războinic și pentru intervenția militară necesare restabilirii ordinii în războiul civil (Războiul Confederației de la Bar); de fapt, toate cele trei state erau interesate de obținerea unor câștiguri teritoriale.
La 21 aprilie 1773 deputatul Rejtan, într-un gest dramatic efectuat în clădirea Seimului, și-ar fi dezgolit pieptul și s-ar fi culcat în fața ușii, blocând drumul cu propriul său corp în încercarea de a-i opri pe ceilalți deputați să părăsească încăperea unde avea loc dezbaterea. Părăsirea sălii semnifica sfârșitul discuțiilor și acceptarea moțiunii supusă dezbaterii, adică acceptarea revendicărilor teritoriale străine.

## Descrierea scenei
Pictura prezintă această scenă, dar, în conformitate cu stilul artistic tipic operelor lui Matejko, sacrifică realitatea istorică în dauna unei imagini mai dramatice. Ea servește ca alegorie pentru toate cele trei împărțiri ale Poloniei (1772, 1793, 1795) și conține o serie de personaje istorice majore din această epocă. Rejtan este personajul cel mai vizibil, ocupând întreaga parte dreaptă a tabloului, într-o poziție dramatică ce a fost comparată cu cea a femeii care se cațără pe baricadă în pictura Libertatea conducând poporul (1830). Poziția sa în această pictură constituie o exemplificare a secțiunii de aur.
În stânga lui, în centru, sunt „trădătorii”, mulți dintre ei fiind mituiți de ruși și urmând ulterior să devină membri ai Confederației de la Targowica. Marele trezorier Adam Poniński, mareșalul Seimului, îmbrăcat cu o haină roșie de curtean, arată cu mâna, fie cerându-i lui Rejtan să plece, fie făcând un semn către paznicii ruși înarmați aflați în spatele ușii; el ține în mâna stângă un simplu baston din lemn în loc de sceptrul ornat al mareșalului Seimului, pe care Rejtan îl furase cu o zi mai devreme. În spatele lui se află episcopul Ignacy Massalski al Vilniusului și prințul Antoni Stanisław Czetwertyński-Światopełk. În dreapta sa, hatmanul Franciszek Ksawery Branicki își acoperă fața cu mâinile; aceasta a fost soluția aleasă de Matejko la o problemă prozaică - artistul nu a avut probabil acces la o imagine a lui Branicki. Contele Stanisław Szczęsny Potocki, cu eșarfă albastră, privește jenat către dușumea. În spatele scaunului răsturnat, tatăl său, Franciszek Salezy Potocki, arătând, de asemenea, jenat, scapă o pană de scris și întoarce privirea. Între cei doi Potocki Jacek Małachowski este angajat într-o discuție cu Samuel Korsak, în timp ce Karol Radziwiłł privește curios această situație, întinzându-și capul în față. Pe dușumea se află un fotoliu răsturnat, pălăria lui Branicki și o gentuță din care se rostogolesc monede către Poniński, făcându-se astfel aluzie la adevăratul motiv pentru care intenționează să încheie dezbaterea.
În stânga bătrânului Potocki, prințul Michał Jerzy Poniatowski, fratele regelui și viitor arhiepiscop primat al Poloniei, este angajat într-o conversație cu cancelarul Michał Fryderyk Czartoryski, ignorând amândoi perturbarea ședinței. În spatele lor, îmbrăcat cu o vestă albastră, regele Stanisław August Poniatowski se ridică gânditor și neputincios de pe tron, uitându-se la ceasul de buzunar și vrând să plece.
Această scenă este observată de la galerie de unul dintre principalii arhitecți ai împărțirilor Poloniei, ambasadorul rus Nikolai Repnin. El este așezat între două doamne, probabil Izabela Lubomirska și Elżbieta Grabowska sau Izabela Czartoryska. În dreapta sa apare un alt simbol important: țarina Ecaterina a Rusiei, reprezentată într-un tablou. În sfârșit, prin ușile întredeschise, în spatele lui Rejtan, se află un soldat rus (deși în realitate Seimul nu a fost „păzit” de ruși, ci de trupele prusace).
Singura persoană care aprobă gestul lui Rejtan este un tânăr aflat în mijlocul camerei, care ține în mâini o spadă și o rogatywka, simbolizând-i pe susținătorii Confederației antirusești de la Bar și pe viitorii insurgenți din Răscoalele poloneze de pe teritoriul ocupat de ruși.

## Istoric

### Receptare publică

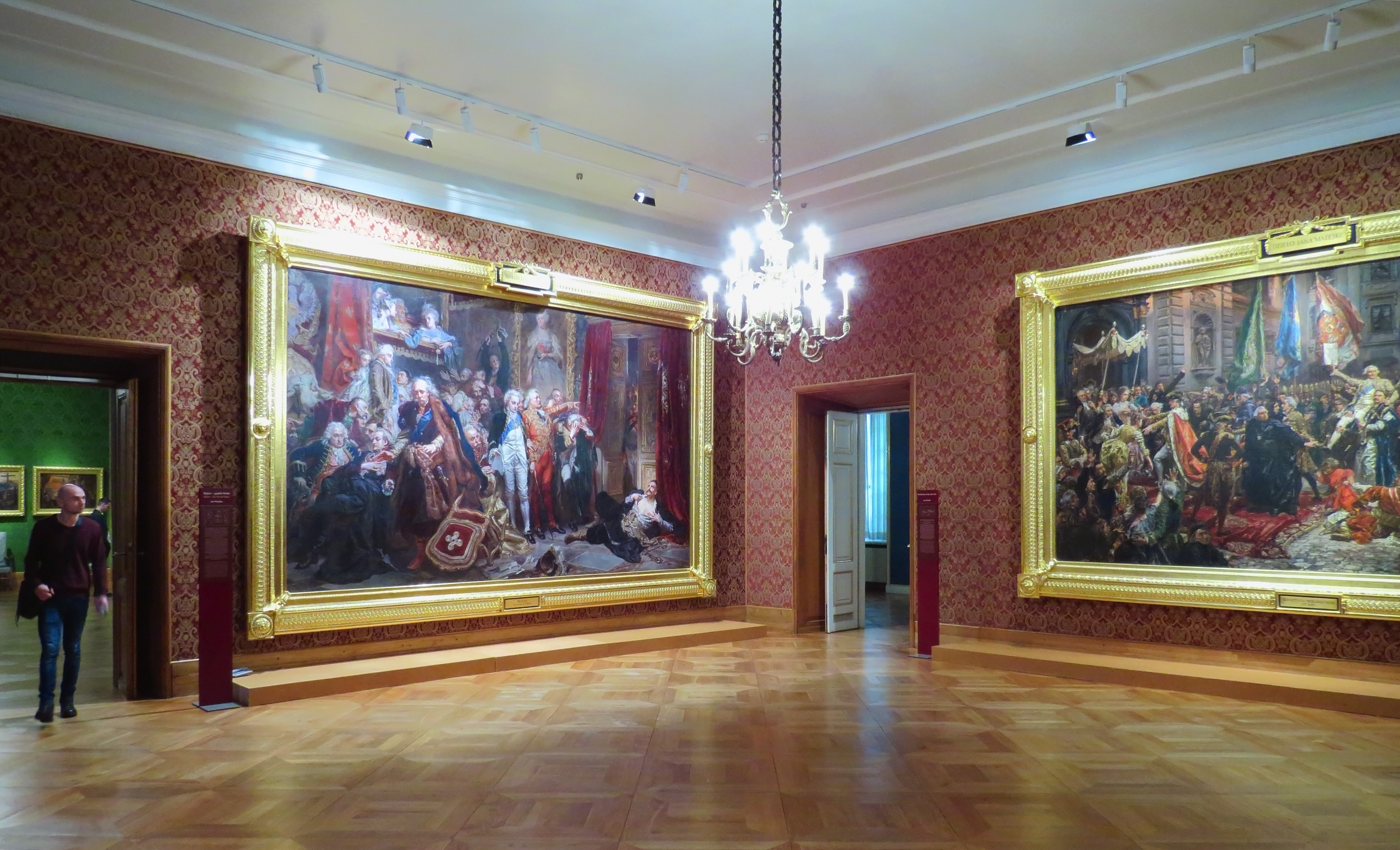
Rejtan și Constituția de la 3 mai 1791 în Castelul Regal din Varșovia (2017)

Matejko a început să lucreze la această pictură în august 1864 și a finalizat-o în noiembrie 1866. Ea a fost una dintre numeroasele picturi care ilustrează momente istorice cheie din istoria Poloniei pe care le-a creat Matejko în cursul vieții sale. Matejko nu a intenționat, cu toate acestea, să ilustreze pur și simplu un eveniment istoric, ci a vrut ca picturile sale să aibă un impact emoțional și o valoare educativă.
Pictura a provocat un scandal în Polonia contemporană, încă împărțită, generând discuții chiar înainte de prezentarea ei în public în rândurile cercurilor conservatoare din Cracovia. Ea a ofensat mai multe personalități poloneze, care erau urmași direcți ai marilor magnați portretizați în acest tablou ca trădători ai cauzei poloneze. Au fost publicate numeroase recenzii critice ale lucrării în presa contemporană, Matejko a primit amenințări anonime și se spune că unii aristocrați (precum contele Ksawery Branicki) s-au gândit să cumpere tabloul doar pentru a-l distruge. Unii scriitori și artiști notabili precum Józef Ignacy Kraszewski și Cyprian Norwid l-au acuzat pe Matejko de defetism, de pesimism și chiar de exploatarea emoției publicului cu privire la un moment istoric pentru a-și face publicitate. Un aristocrat franco-polonez care trăia la Paris, contele Alexandre Joseph Colonna-Walewski, s-a opus prezentării ei la Expoziția Universală din 1867, iar generalul Władysław Zamoyski i-a cerut contelui Ksawery Branicki să intervină la împăratul Napoleon al III-lea pentru a împiedica expunerea picturii la Paris. Cu toate acestea, pictura a strâns rapid un număr mare de susținători, care au reprodus la rândul lor copii modificate ale acesteia, înlocuind personajele istorice cu anumite personalități contemporane. Confruntat cu un protest public, Matejko a realizat un răspuns artistic — un tablou intitulat Judecarea lui Matejko (Wyrok na Matejkę, 1867) —, în care a reprezentat condamnarea lui de către unii dintre cei mai vocali critici.
Criticii serioși de artă au avut opinii mixte și mai puțin emoționale. Pictura a generat recenzii mai puțin favorabile ale istoricilor Józef Szujski și Stanisław Tarnowski și criticului literar Lucjan Siemieński, dar a fost lăudată de pictorii Henryk Siemiradzki și Artur Grottger. Comentariile lui Wojciech Korneli Stattler sunt interpretate de unii autori ca laude, iar de alții drept critici. Pictura a fost prezentată la Expoziția Universală de la Paris din 1867, unde a obținut o medalie de aur. În timp ce contextul istoric și mesajul picturii au fost clar înțelese în Polonia, opera de artă expusă la Paris s-a dovedit a fi prea vagă pentru publicul de acolo, puțini înțelegând contextul istoric complex; unii critici francezi au interpretat pictura ca o reprezentare artistică a unei săli de jocuri de noroc, în timp ce Rejtan, culcat pe jos, a fost considerat un bețiv, prin prisma prejudecății că polonezii ar fi mari consumatori de alcool. S-a spus, însă, că vizitatorii ruși ai expoziției franceze au înțeles-o mai bine, iar unii dintre ei ar fi fost interesați să achiziționeze pictura, la recomandarea polonezilor că întrucât „au cumpărat-o pe cea adevărată, ar putea la fel de bine să o cumpere și pe cea pictată”.

### Proprietari
Tabloul a fost achiziționat, în cele din urmă, de împăratul Franz Joseph I al Austriei pentru suma de 50.000 de franci. A fost expus într-o galerie de artă de la Viena și a ajuns, în cele din urmă, la Hofmuseum. Prin eforturile ministrului Juliusz Twardowski, tabloul a fost achiziționat de guvernul celei de-a Doua Republici Poloneze în 1920. Inclusă în cadrul Colecției de Artă Națională a Castelului Regal Wawel, pictura a fost expusă public începând din 1931 în Castelul Regal din Varșovia, unde a rămas permanent, cu excepția perioadei celui de-al Doilea Război Mondial.
Tablourile Rejtan și Ștefan Báthory la Pskov au scoase de pe pereții Castelului Regal din Varșovia în septembrie 1939 și transportate împreună cu obiectele de valoare ale cancelariei prezidențiale la Castelul Radziwiłł din Olîka, unde au fost lăsate la 14 septembrie în grija unui majordom. Armata Sovietică a ajuns curând în acea zonă, iar prințul Janusz Radziwiłł a fost arestat de NKVD la 20 septembrie 1939 și operele de artă aflate în castel și furate de soldații sovietici au fost transportate în cele din urmă la Muzeul Regional din Luțk. Orașul Luțk a fost ocupat de Armata Germană în 1941, iar timp de câțiva ani nu s-a mai știut nimic de picturile lui Matejko. Conservatorul Jan Marksen de la Galeria de Artă din Liov a fost contactat de germani la 20 decembrie 1943 și a primit sarcina restaurării celor două tablouri, care fuseseră deteriorate în mod barbar de sovietici și tratate cu substanțe împotriva molilor. Apropierea frontului a determinat necesitatea evacuării obiectelor de artă, iar un tren cu obiecte de artă a părăsit Liovul în primele zile ale lunii aprilie 1944 cu destinația Przemyśl; tabloul Rejtan a ajuns în mai 1944 la mănăstirea carmelită din Wiśnicz, iar mai târziu la Świdnica, Sichów, Morawa, Cieplice și Hain (azi Przesieka), unde a fost găsit în iulie 1945 și trimis înapoi la Varșovia pentru a fi restaurat. Pictura a fost restaurată de Bohdan Marconi, specialistul Muzeului Național din Varșovia, care a trebuit să scrie în anii 1950 că distrugerea tablourilor a fost făcută de germani.

### Semnificație
Pictura este interpretată, de obicei, ca o critică a amestecului rusesc în politica internă a Poloniei și a colaboraționismului aristocraților polonezi trădători. La sfârșitul Primului Război Mondial ea era considerată deja un artefact neprețuit al culturii poloneze. Pictura a fost interpretată favorabil în Polonia comunistă ca un simbol al criticii la adresa nobilimii poloneze, învinovățită că a contribuit, prin egoismul ei, la dispariția statului polonez. Mai târziu, tabloul lui Matejko a fost interpretat ca un simbol al protestului solitar și o justificare morală a disidenței, chiar și atunci când se știa că un astfel de protest este inutil și ignorat de majoritatea oamenilor. El a fost descris, de asemenea, ca o imagine iconică a unui protest emoțional și un simbol al protestului patriotic disperat. În anii 1980 tabloul a inspirat un cântec de protest al lui Jacek Kaczmarski. În cursul timpului, tabloul a devenit celebru în Polonia; istoricul literar american Walter M. Cummins menționează că scena istorică reprezentată de Matejko a „devenit familiară fiecărui copil polonez prin reproducerea frecventă a acestei picturi”.